# 午の堀川
午の堀川（うまのほりかわ）は、埼玉県羽生市と加須市を流れる一級河川である。午ノ堀とも称される。

## 概要
かつてあった岡古井沼や三俣沼を干拓するために江戸時代（寛文年間）に開削された水路（附廻堀）である。
羽生市上川崎に源を発し、水田地帯を東に直線的に流れ、途中の正蓮伏越で葛西用水路を伏越する。加須市北大桑で中川に合流する。流路全域が加須低地の沖積平野に位置する。

## 橋梁
- 名称不明（埼玉県道129号加須羽生線） - 当川の管理起点の標石がある
- 町屋橋
- 樋ノ口橋
- 新橋[3]
- 下谷橋[3]
- 中ノ橋
- 見合橋（埼玉県道366号三田ヶ谷礼羽線）
- 名称不明
- 銭見橋[3]
- 名称不明（やぐるま街道）
- 名称不明
- 午の堀川（東北自動車道）
- 三俣橋（埼玉県道46号加須北川辺線）
- 午の堀川橋[4]
- 石橋[4]
- 観音橋
- ちりじ野橋
- 栄橋[5]
- 中通り橋
- 木屋橋[5]
- 午の堀橋